# 落合ひとみ
落合 ひとみ（おちあい ひとみ、1956年1月26日 - ）は、日本の女優、声優、リポーター。静岡県出身。身長162cm、体重49kg、血液型はO型。

## 出演

### テレビ
- 藏（1995年） - 佐野八重 役
- アベレイジ2
- 大人は判ってくれない
- 女の怪談
- 君の名は
- 教師カンカン物語!〜先生だって人間なんだSP〜
- 草の陰刻（瀬川和子）
- 藏
- 今朝の秋 - 看護婦 役※デビュー作[1]
- さよなら李香蘭
- さわやか3組
- 純愛先生
- 庄内おんな風土記
- 武田信玄（あい）
- 知恵ちゃんの不思議な旅
- Dの複合
- ドラマ23・ビデオ・パーティ
- 残された手首
- 花のれん
- ヒデとロザンナ物語 愛の奇跡
- 秘密のケンミンSHOW 〜奥様はさすらいの女子アナ 静岡編〜
- ふぞろいの林檎たちIII
- 傍聴マニア09〜裁判長!ここは懲役4年でどうすか〜（蒲田益恵）
- 細い赤い糸
- 松本清張スペシャル・微笑の儀式（クラブのママ）
- 万引きGメン・二階堂雪16（島岡和子）
- ミヤコ蝶々の母子泥棒物語
- 八甲田山殺人暮色
- 世にも奇妙な物語
- 夜の事情
- リミット もしも、わが子が…
- 領収書物語
- わが町IV

### 特撮
- ウルトラマンコスモス 第54話「人間転送機」（2002年） - 守沢佳奈の母 役 ※未放送作品
- 仮面ライダー555 第3話「王の眠り」・第4話「おれの名前」（2003年） - 長田結花の母 役
- スーパー戦隊シリーズ
  - 爆竜戦隊アバレンジャー 第25話「開運アバレ絵馬」（2003年） - 智子 役
  - 爆上戦隊ブンブンジャー バクアゲ24（2024年） - 藤井先生 役
- 生物彗星WoO 第9話「追いつめられて」（2006年） - 通りがかりの女 役
- MM9-MONSTER MAGNITUDE- 第11話「それぞれの聖夜（イヴ）」（2010年） - 14歳の朏万里の母 役

### 映画
- REX 恐竜物語（1993年）
- 横浜開港物語

### オリジナルビデオ
- デリシャスボディガール・瞳 超高級食パンのセクシーディナーを召し上がれ（2021年1月、シネポップ）‐ 東山家の母 役[2]

### 舞台
- 会議
- ゲゲゲのゲ
- 主婦マリーがしたこと
- 女優たち
- 千の眼のカデンツァ
- 小さな夜とはてなしの薔薇
- 瞼の母
- 夜よ、俺を叫びと逆毛で充す青春の夜よ

### CM
- 旭化成ヘーベルハウス・「二世帯住宅」
- アリコジャパン・「元気によくばり保険」
- NTT・「ザ・ないん」・「スイートテンダイヤモンド」
- NTTコミュニケーションズ・「CoDen」
- 大塚家具
- 花王・健康エコナクッキングオイル
- コニカミノルタ
- 積水ハウス

### 吹き替え
- ビバリーヒルズ青春白書
- ボルテージ

### WEB
- 電報日和
- 見参楽（水野紀子）

### その他
- パオパオチャンネル（リポーター）
- 冒険アイランド（リポーター）
- ミュージック花模様（聞き手）